# Cercle des Scipions
Le cercle des Scipions était un groupe de nobles romains actif vers le milieu du IIe siècle av. J.-C., promoteur, surtout à Rome, d'activités littéraires, philosophiques et culturelles, en général d'orientation hellénistique.

## Histoire
Le Cercle des Scipions, terme accepté par les historiens modernes, a été mis en scène par Cicéron dans deux de ses ouvrages.
Le cercle des Scipions était une sorte de « cercle littéraire » de la Rome antique, actif au milieu IIe siècle, qui tire son nom du fait qu'il était dirigé à l'origine par Cornelia, de la famille des Scipions, et était composé de membres de la noblesse romaine, parmi lesquels Caius Laelius Sapiens, Scipion Émilien, Lucius Furius Philus.
Le cercle a été protecteur et mécène de poètes et dramaturges, comme Lucilius et Térence, et eut d'étroits et prolongés contacts avec des personnages de la culture grecque de leur époque, comme Panétios et Polybe, et exerça une grande influence dans le développement de la littérature et de la culture latine.
Au cercle des Scipions s'opposait l'aile conservatrice du Sénat, détentrice des traditions  mos maiorum et représentée par Caton l'Ancien.
La première phase du cercle prend fin après la mort de Scipion l'Africain, en l'an 183 av. J.-C..

## Sources
- (it) Cet article est partiellement ou en totalité issu de l’article de Wikipédia en italien intitulé « Circolo degli Scipioni » (voir la liste des auteurs).